# Рященко Іван Вікторович
Іва́н Ві́кторович Ря́щенко (24 березня 1983 — 8 березня 2018) — молодший сержант Збройних сил України, учасник російсько-української війни.

## Життєпис
Народився 1983 року в місті Вільногірськ (П'ятихатський район, Дніпропетровська область); у віці 2,5 року втратив матір, разом з молодшим братом їх виховувала бабуся. Провчився у Вишнівській середній школі до 9 класу, вступив до Саксаганського професійно-технічного училища № 77, здобув спеціальності тракториста та водія, з 1995 року мешкав у смт Вишневе. Після навчання одразу пішов працювати — щоб допомагати бабусі; працював на Вільногірському гірничо-металургійному комбінаті, підприємстві «Вільногірське скло». Захоплювався технікою, історією, серйозно займався вивченням культури скіфів. Зі своєю дружиною познайомився вже давно; спочатку жили в цивільному шлюбі, але 24 лютого 2017 року офіційно зареєстрували шлюб. Жили у будинку, що дістався йому та братові у спадщину від бабусі; він цей дім покращував власноруч.
З 9 червня 2015-го по 14 липня 2016 року проходив службу за мобілізацією у 28-й бригаді — на посадах радіотелефоніста та водія-заряджаючого реактивного артилерійського дивізіону, наприкінці служби був переведений на посаду стрільця-санітара 1-го механізованого батальйону. 15 вересня 2016 року підписав контракт з 54-ю бригадою; молодший сержант, командир БМП — командир 1-го відділення 3-го взводу 6-ї роти 2-го механізованого батальйону. Воював на Світлодарській дузі, у Троїцькому, промзоні Авдіївки; 5 серпня 2017 року майже вся рота була відряджена до Авдіївки на бойову службу. Тут протягом 4 днів вистежував ворожого кулеметника й ліквідував його з гранатомета. 7 лютого 2018-го зазнав контузії, після лікування повернувся на передову початком березня.
8 березня 2018 року загинув увечері під час бойового чергування поблизу смт Луганське на Світлодарській дузі — від кульового поранення у скроню внаслідок кулеметного обстрілу.
11 березня 2018-го похований у Вишневому.
Без Івана лишилися батько, дружина, маленький син та двоє синів дружини від попереднього шлюбу (молодший брат 2017 року помер від онкозахворювання).

## Нагороди та вшанування
- Указом Президента України № 189/2018 від 27 червня 2018 року «за особисту мужність і самовіддані дії, виявлені у захисті державного суверенітету та територіальної цілісності України, зразкового виконання військового обов'язку» — нагороджений орденом «За мужність» III ступеня[1]